# 陳子傑
陳子傑（英語：CHAN Tsz Kit，1991年12月17日—），香港男子羽毛球運動員。

## 簡歷
2011年，陳子傑代表香港首次參加中國青島舉行的蘇迪曼盃；同年，他又與盧洛棋贏得全港羽毛球錦標賽男雙亞軍。
2013年8月，陳子傑參加中國廣州舉行的世界羽毛球錦標賽，與盧洛棋出戰男子雙打項目，在首圈就以0比2（12-21、15-21）負於英格蘭的克里斯·兰格瑞奇/彼得·米尔斯出局。

## 主要比賽成績
只列出曾進入準決賽的國際賽事成績：
| 年份   | 賽事                 | 公開賽級別 | 項目     | 拍檔   | 成績   |
| ------ | -------------------- | ---------- | -------- | ------ | ------ |
| 2015年 | 中華台北羽毛球大獎賽 | 大獎賽     | 男子雙打 | 羅卓謙 | 準決賽 |
| 2017年 | 印度羽毛球國際挑戰賽 | 國際挑戰賽 | 男子雙打 | 張德正 | 準決賽 |

| 2007-2017年 | 首要超級賽 | 超級賽 | 黃金大獎賽 | 大獎賽 | 國際挑戰賽 | 國際系列賽 | 未來系列賽 | 其他 |

| 2018-2026年 | 總決賽 | 超級1000賽 | 超級750賽 | 超級500賽 | 超級300賽 | 超級100賽 | 國際挑戰賽 | 國際系列賽 | 未來系列賽 | 其他 |

### 奧運會和世錦賽參賽紀錄
|          | 搭檔   | 2013 |
| -------- | ------ | ---- |
| 男子雙打 | 盧洛棋 | 48強 |